# Iran, sous le voile des apparences
Pour plus de détails, voir Fiche technique et Distribution.
Iran, sous le voile des apparences est un film franco-belge réalisé par Thierry Michel et sorti en 2003.

## Fiche technique
- Titre : Iran, sous le voile des apparences
- Réalisation : Thierry Michel
- Scénario : Thierry Michel
- Photographie : Farsin Khosrowshashi
- Son : Bruno Di Liberto
- Montage : Marine Deleu
- Musique : Shahyar Ghanbari
- Production : Les Films de la Passerelle - Les Films d'ici
- Distribution : Les Films du Paradoxe
- Pays d'origine :  France -  Belgique
- Genre : documentaire
- Durée : 94 minutes
- Date de sortie : France - 12 mars 2003